# Mike Esposito
Mike Esposito (* 14. Juli 1927 in New York City; † 24. Oktober 2010) war ein US-amerikanischer Comiczeichner.

## Leben und Arbeit
Esposito begann in den 1950er Jahren als hauptberuflicher Comiczeichner zu arbeiten. Dabei spezialisierte er sich bald auf die Tätigkeit des sogenannten Inkens, das heißt der Überarbeitungen der Bleistiftzeichnungen anderer Künstler mit Tinte.
Nachdem Espositos Wunsch, als Animationszeichner bei den kalifornischen Disney-Studios anfangen zu können, sich nicht erfüllte, begann er in der Comicbranche zu arbeiten. Zwischen den 1950er und den 1980er Jahren war er in diesem Zusammenhang vor allem für die beiden großen Verlage DC-Comics und Marvel Comics tätig.
Espositos häufigster Partner in seiner mehr als dreißigjährigen Karriere war dabei der Künstler Ross Andru, den er als Teenager während ihrer gemeinsamen Schulzeit an der High School of Music and Art in Manhattan kennenlernte. Zusammen mit Andru gestaltete Esposito nicht nur hunderte Comichefte, sondern gründete auch die Firma MikeRoss Publications, über die sie Comics im Selbstverlag auf den Markt brachten. Gemeinsam visualisierten Esposito und Andru unter anderem Hefte der Serien Wonder Woman, The Flash und The Brave and the Bold für DC und X-Men und Spider-Man für Marvel. Die Zusammenarbeit von Esposito und Andru fand später unter anderem Betrachtung in einer Doppelbiografie unter dem Titel Partners For Life.
Zu den weiteren nennenswerten Arbeiten von Esposito zählen Inker-Jobs für die Serien Metal Men, Suicide Squad, The Hulk und Star Spangled War Stories. Andere bedeutende Zeichner außer Andru, deren Arbeiten Esposito inkte waren unter anderem Jack Kirby und John Romita.